# Claes Esphagen
Claes Arvid Esphagen, född 5 oktober 1923 i Lysekil, död 15 augusti 2007 i Norrköping, var en svensk skådespelare.

## Biografi
Esphagen var bohuslänning med skånskt påbrå från Esphult. Han har spelat i en mängd teateruppsättningar i Sverige och Finland. Han avancerade till scenchef på Intiman i Stockholm under Lorens Marmstedts och Alf Jörgensens regim. Efter nio år som scenchef återvände han till skådespelaryrket. 
Esphagen var engagerad hos Nils Poppe på Fredriksdalsteatern 1968 till 1970. Nils Poppe hade han tidigare arbetat med i filmerna Dansa min docka 1955 och Sten Stensson kommer tillbaka 1963. Han var anställd vid Östgötateatern under åren 1970-1984 och spelade revy med Tjadden Hällström under 1990-talet.
Han har medverkat i TV-produktioner bland annat Ett köpmanshus i skärgården och Fiendens fiende. Esphagen är gravsatt i minneslunden på Katarina kyrkogård i Stockholm.

## Filmografi
- 1948 – Robinson i Roslagen
- 1949 – Lattjo med Boccaccio
- 1952 – Kalle Karlsson från Jularbo
- 1953 – Dansa min docka
- 1953 – I dimma dold
- 1953 – Vi tre debutera
- 1954 – Taxi 13
- 1954 – I rök och dans
- 1954 – Seger i mörker
- 1955 – Stampen
- 1955 – Finnskogens folk
- 1956 – Litet bo
- 1957 – Enslingen Johannes
- 1957 – Far till sol och vår
- 1958 – Bock i örtagård
- 1958 – Jazzgossen
- 1959 – Bara en kypare
- 1959 – Brott i Paradiset
- 1959 – Fröken Chic
- 1959 – Himmel och pannkaka
- 1960 – På en bänk i en park
- 1961 – Svenska Floyd
- 1961 – Stöten
- 1961 – Pärlemor
- 1962 – En nolla för mycket
- 1963 – Tystnaden
- 1963 – Tre dar i buren
- 1963 – Sten Stensson kommer tillbaka
- 1963 – Den gula bilen
- 1964 – Svenska bilder
- 1964 – Bröllopsbesvär
- 1964 – Äktenskapsbrottaren
- 1965 – Pengar finns dom?
- 1966 – Yngsjömordet
- 1966 – Adamsson i Sverige
- 1968 – Vindingevals
- 1973 – Ett köpmanshus i skärgården (TV-serie)
- 1974 – Sagan om Siv
- 1976 – Mina drömmars stad
- 1976 – Drömmen om Amerika
- 1987 – Mälarpirater
- 1988 – Jungfruresan
- 1990 – Fiendens fiende (TV-serie)
- 1992 – Kvällspressen (TV-serie)
- 1994 – Den vite riddaren
- 1995 – Vita lögner
- 1996 – Jerusalem

## Teater

### Roller (ej komplett)
| År   | Roll                               | Produktion                                                                                            | Regi                 | Teater                           |
| ---- | ---------------------------------- | --- | -------------------- | -------------------------------- |
| 1943 | Rolf Blåskägg                      | Vem är jag eller När fan ger ett anbud (Hvem er jeg? eller Naar Fanden gi'r et Tilbud) Carl Erik Soya | Ingmar Bergman       | Stockholms studentteater         |
| 1943 | Fredrik                            | Tivolit Ingmar Bergman                                                                                | Ingmar Bergman       | Stockholms studentteater         |
| 1956 |                                    | Vår hemliga dröm (Jupiter) Robert Boissy                                                              | Göran Gentele        | Riksteatern                      |
| 1958 |                                    | Arsenik och gamla spetsar (Arsenic and Old Lace) Joseph Kesselring                                    | Olof Thunberg        | Intiman                          |
| 1958 |                                    | Levande ljus (Bei Kerzenlicht) Siegfried Geyer                                                        | Olof Thunberg        | Intiman                          |
| 1961 |                                    | Det är aldrig för sent (It's never too late) Felicity Douglas                                         | Åke Falck            | Intiman                          |
| 1961 | Radiopolisen                       | Gungstolen Hasse Ekman                                                                                | Hasse Ekman          | Intiman                          |
| 1969 |                                    | Den glade soldaten Bom Carro Bergkvist                                                                | Albert Gaubier       | Fredriksdalsteatern              |
| 1970 | Filips bödel Lord Salisbury        | Kung Johan (König Johann) Friedrich Dürrenmatt                                                        | Lars Gerhard Norberg | Norrköping-Linköping stadsteater |
| 1970 | Butlern                            | Lorden från gränden (Me and My Girl) L. Arthur Rose och Noel Gay                                      | Martin Söderhjelm    | Fredriksdalsteatern              |
| 1970 | Bolsjintsov                        | En månad på landet (Месяц в деревне, Mesiats v derevne) Ivan Turgenev                                 | John Zacharias       | Norrköping-Linköping stadsteater |
| 1970 |                                    | Bland stubbar och troll Staffan Westerberg                                                            | Hans Elfvin          | Norrköping-Linköping stadsteater |
| 1970 | Pfanzelt                           | Berättelser från Landshut (Landshuter Erzählungen) Martin Sperr                                       | Lars Gerhard Norberg | Norrköping-Linköping stadsteater |
| 1971 |                                    | Ivar Kreugers svindlande affärer Jan Bergquist och Hans Bendrik                                       | Evert Lindberg       | Norrköping-Linköping stadsteater |
| 1971 | Edvard Burwig                      | Spanska flugan (Die spanische Fliege) Franz Arnold och Ernst Bach                                     | Torsten Sjöholm      | Norrköping-Linköping stadsteater |
| 1971 | Osip                               | Revisorn (Ревизор, Revizor) Nikolaj Gogol                                                             | Lars Gerhard Norberg | Norrköping-Linköping stadsteater |
| 1972 |                                    | Canterburysägner (Canterbury Tales) Martin Starkie, Nevill Coghill, Richard Hill och John Hawkins     | Torsten Sjöholm      | Norrköping-Linköping stadsteater |
| 1972 | Hilmer                             | Välkommen Allan Edwall                                                                                | Lars Gerhard Norberg | Norrköping-Linköping stadsteater |
| 1972 |                                    | Vägen till Kanaan Rudolf Värnlund                                                                     | Lars Gerhard Norberg | Norrköping-Linköping stadsteater |
| 1973 | Pumpf                              | Slott och koja (Ein Strick mit einem Ende) Karel Kraus, Zdeněk Mahler och Peter Rada                  | Bertil Norström      | Norrköping-Linköping stadsteater |
| 1973 | Olof Olsson                        | Gustav III August Strindberg                                                                          | Mimi Pollak          | Norrköping-Linköping stadsteater |
| 1973 | Advokaten                          | Herr Puntila och hans dräng Matti (Herr Puntila und sein Knecht Matti) Bertolt Brecht                 | Jan Lewin            | Norrköping-Linköping stadsteater |
| 1973 |                                    | Kungens rosor Bertil Norström och Lars Gerhard Norberg                                                | Lars Gerhard Norberg | Norrköping-Linköping stadsteater |
| 1974 | Frid                               | Sommarnattens leende (A Little Night Music) Stephen Sondheim och Hugh Wheeler                         | Torsten Sjöholm      | Norrköping-Linköping stadsteater |
| 1974 |                                    | Leva loppan (La puce à l'oreille) Georges Feydeau                                                     | Lars Gerhard Norberg | Norrköping-Linköping stadsteater |
| 1974 | Remy                               | Drottningens juvelsmycke Carl Jonas Love Almqvist                                                     | Torsten Sjöholm      | Norrköping-Linköping stadsteater |
| 1975 | Simeonov-Pishchik                  | Körsbärsträdgården (Вишнёвый сад, Visjnjovyj sad ) Anton Tjechov                                      | Gunnel Lindblom      | Norrköping-Linköping stadsteater |
| 1975 | Pearson Adlersparre Underofficeren | Göta Kanal Lars Gerhard Norberg, Bertil Norström och Jan-Olof Lindstedt                               | Lars Gerhard Norberg | Norrköping-Linköping stadsteater |
| 1975 | Leonato                            | Mycket väsen för ingenting (Much Ado About Nothing) William Shakespeare                               | Hans Elfvin          | Norrköping-Linköping stadsteater |
| 1975 | Slaktaren                          | Brevbäraren från Arles (Postbudet fra Arles) Ernst Bruun Olsen                                        | Torsten Sjöholm      | Norrköping-Linköping stadsteater |
| 1976 | Fred Casely                        | Chicago Fred Ebb, Bob Fosse och John Kander                                                           | Torsten Sjöholm      | Norrköping-Linköping stadsteater |
| 1976 | Sjamrajev                          | Måsen (Чайка, Tjajka) Anton Tjechov                                                                   | Brigitte Ornstein    | Norrköping-Linköping stadsteater |
| 1976 | Matthandlaren                      | Den goda människan från Sezuan (Der gute Mensch von Sezuan) Bertolt Brecht och Paul Dessau            | Lars Gerhard Norberg | Norrköping-Linköping stadsteater |
| 1977 | Hovjägare Tran                     | Söndagpromenaden Lars Forssell                                                                        | Lars Gerhard Norberg | Norrköping-Linköping stadsteater |
| 1979 |                                    | Krisen (The Crisis: The true story about how the world almost ended) John Somerville                  | Lars Gerhard Norberg | Norrköping-Linköping stadsteater |